# Stanišici
Stanišici (cyr. Станишици) – wieś w Czarnogórze, w gminie Budva. W 2011 roku liczyła 67 mieszkańców.